# Alberick García
Walter Alberick García Cerna (Lima, 5 de abril de 1972) es un actor, dramaturgo y director peruano, que ha desarrollado su carrera artística en el teatro, cine y televisión, además de haber dirigido diferentes producciones locales.

## Biografía

### Primeros años
Alberick García nació el 5 de abril de 1972 en la capital peruana Lima. Proveniente de una familia de clase media, estudió la carrera de actuación en el Teatro de la Universidad Católica de Perú (TUC), en la cual García emprendería una carrera artística en obras de teatro de su centro educativo allá por los años 1990s.

### Trayectoria
Hizo su debut en la televisión, teniendo una corta participación en la telenovela Tormenta de pasiones en 2004 bajo el papel del esposo abusador, complementado sus roles secundarios en las otras producciones La gran sangre y Asi es la vida.[cita requerida] En el año 2007 protagoniza el montaje Más allá del borde, basado en el deporte de defensa personal boxeo bajo el papel de Carlos Gallardo y fue codirigido por él mismo, en colaboración con Ricardo Delgado.
Tras haber interpretado diferentes personajes en series y películas, en el año 2011 interpretó al precursor Túpac Amaru II en la telenovela La Perricholi[cita requerida] y asume el protagónico del cortometraje Último recurso, donde interpretaba a César, un hombre que intenta secuestrar a su pareja Marcia por no tener otra opción. Gracias a su proyecto cinematográfico, la cinta compitió en el Festival de Tribeca ese año.
García colaboró con la productora Michelle Alexander para asumir el antagónico recurrente de la teleserie Mi amor, el wachimán en 2013 bajo el personaje de don Zacarías López Chávez, un narcotraficante que se alianza con Daniel Córdova «el Duque» para sus fechorías en contra del protagonista Salvador Gutiérrez Huanca.[cita requerida] Anteriormente, con Alexander trabajó en la elaboración de su otra producción Las vírgenes de la cumbia en 2006 como rol secundario.[cita requerida]
García asumió la dirección teatral del drama peruano La visitante en 2013, en la cual fue presentada en el recinto Teatro Racional. Previo a ello, fue codirector Yo, río en el año 2011 al lado de su esposa, la actriz peruana Julia Thays, con quién fundó la productora Lupuna, enfocada en la elaboración de sus proyectos de actuación hasta la actualidad. Participó en la obra de teatro Deseo bajo los olmos asumiendo el protagónico de Simón el año 2013.
En el año 2015, García protagoniza la obra de teatro El continente negro, en la cual interpreta el personaje de Freud, que tras el éxito del montaje, recibió la nominación de los Premios AIBAL en 2016 en la categoría «Mejor actor de reparto», resultando ganador. En ese mismo año, protagonizó un capítulo de la telenovela Amores que matan bajo el personaje de Matías.[cita requerida]
Protagonizó con Nidia Bermejo y Jesús Neyra la obra teatral dramática peruana Luz oscura en 2016, volviendo a trabajar con Thays como directora de la ficción. Seguidamente, protagonizó el montaje Ausentes y se sumó al reparto principal de la película cómica El candidato ese año como el asesor presidencial Amaru Huapaya.[cita requerida] Fue parte del elenco de Pájaros en llamas y Collacocha en 2017, en esta última como protagonista.
En el año 2018, participó como coprotagonista del drama Pequeños héroes de Alfonso Santistevan, en el cual interpreta a un padre de familia en épocas del terrorismo en Perú. Al año siguiente, García ingresa al reparto principal de la telenovela Chapa tu combi como Alfonso Morales «Pocho».[cita requerida] Adicionalmente, fue protagonista de la obra histórica peruana Los peruanos en Angamos, asumiendo el papel del almirante Miguel Grau, héroe de la Guerra del Pacífico y fue presentado en el Teatro Mario Vargas Llosa.
Participó en el reparto principal de la cinta dramática peruana Palabras urgentes, teniendo como protagonista al actor juvenil Fausto Molina en 2022. Coprotagonizó la obra teatral peruana El cuerpo de Giulia-no el año 2023, compartiendo escena con los actores Emanuel Soriano, Gisela Ponce de León y Miguel Dávalos.

## Filmografía

### Televisión
| Año       | Título                       | Rol                                          | Notas                              | Emisión                 |
| --------- | ---------------------------- | -------------------------------------------- | ---------------------------------- | ----------------------- |
| 2004      | Tormenta de pasiones         | Esposo abusivo                               | Rol de antagonista secundario      | Panamericana Televisión |
| 2006      | Asi es la vida               | Ulises López                                 | Rol recurrente                     | América Televisión      |
| 2006      | Las vírgenes de la cumbia    | Freddy                                       | Rol de antagonista recurrente      | Frecuencia Latina       |
| 2007      | La gran sangre               | Visión                                       | Rol recurrente                     | Frecuencia Latina       |
| 2007      | Golpe a golpe                | «Nopo»                                       | Rol principal                      | Frecuencia Latina       |
| 2007      | Yuru, la princesa amazónica  |                                              | Rol de invitado especial           | Frecuencia Latina       |
| 2010      | Clave uno: médicos en alerta |                                              | Rol secundario                     | Frecuencia Latina       |
| 2010      | Al fondo hay sitio           | Atila                                        | Rol secundario                     | América Televisión      |
| 2011      | La Perricholi                | José Gabriel Condorcanqui / «Túpac Amaru II» | Rol recurrente                     | América Televisión      |
| 2011      | Yo no me llamo Natacha       | Luis Garrido Domínguez / «Lucho»             | Rol de antagonista principal       | América Televisión      |
| 2013-2014 | Mi amor, el wachimán         | Don Zacarías López Chávez                    | Rol de antagonista recurrente      | América Televisión      |
| 2015      | Amor de madre                | Roberto Osorio Chauca / «Tito»               | Rol de antagonista reformado       | América Televisión      |
| 2015      | Amores que matan             | Matías                                       | Rol protagónico Capítulo: «Matías» | América Televisión      |
| 2016      | Mujercitas                   | José Armando de la Torre Quesada             | Rol de antagonista secundario      | América Televisión      |
| 2019      | En la piel de Alicia         | Walter Huayta                                | Rol de invitado especial           | América Televisión      |
| 2019-2020 | Chapa tu combi               | Alfonso Morales / «Pocho»                    | Rol principal                      | América Televisión      |
| 2020-2021 | Dos hermanas                 | Walter Cáceres                               | Rol principal                      | América Televisión      |
| 2022      | Maricucha                    | Marcelino Li                                 | Rol recurrente                     | América Televisión      |
| 2023-2024 | Luz de esperanza             | Alcalde Manuel Soto                          | Rol antagónico principal           | América Televisión      |

### Cine
| Año  | Título                              | Rol                      | Notas           |
| ---- | ----------------------------------- | ------------------------ | --------------- |
| 2004 | Días de Santiago                    | «Coco»                   | Rol principal   |
| 2011 | Último deseo                        | César                    | Rol protagónico |
| 2014 | Gloria del Pacífico                 | Justo Arias y Aragüez    | Rol principal   |
| 2016 | El candidato                        | Amaru Huapaya            | Rol principal   |
| 2016 | Margarita: ese dulce caos           | Ernesto                  | Rol principal   |
| 2017 | La hora final                       | Miembro del Grupo Colina | Rol principal   |
| 2018 | Duelo a muerte, una escena samurai  |                          | Rol secundario  |
| 2019 | Rapto                               | Ernesto                  | Rol principal   |
| 2022 | Hasta que nos volvamos a encontrar  |                          | Rol principal   |
| 2022 | Palabras urgentes                   |                          | Rol principal   |
| 2024 | Vivo o muerto: el expediente García | Rondón                   | Rol principal   |

### Teatro
| Año       | Título                  | Rol                         | Notas             |
| --------- | ----------------------- | --------------------------- | ----------------- |
| 2007      | Más allá del borde      | Carlos Gallardo             | Rol protagónico   |
| 2007      | Más allá del borde      | Él mismo                    | Codirector        |
| 2009      | La Chunga               |                             | Rol principal     |
| 2011      | Yo, río                 | Él mismo                    | Codirector        |
| 2012      | Electra y Orestes       |                             | Rol principal     |
| 2013      | La visitante            | Él mismo                    | Director general  |
| 2013      | Deseo bajo los olmos    | Simón                       | Rol principal     |
| 2015-2016 | El continente negro     | Freud                       | Rol protagónico   |
| 2016      | Luz oscura              |                             | Rol protagónico   |
| 2016      | Ausentes                | Policía                     | Rol protagónico   |
| 2017      | Pájaros en llamas       |                             | Rol principal     |
| 2017      | Collacocha              | Bentín                      | Rol protagónico   |
| 2018      | Pequeños héroes         | Padre de familia            | Rol coprotagónico |
| 2019      | Los peruanos en Angamos | Miguel María Grau Seminario | Rol protagónico   |
| 2023      | El cuerpo de Giulia-no  | Padre de Giuliano           | Rol coprotagónico |

## Premios y nominaciones
| Año  | Premios       | Categoría                | Trabajo             | Resultado | Ref.  |
| ---- | ------------- | ------------------------ | ------------------- | --------- | ----- |
| 2016 | Premios AIBAL | «Mejor actor de reparto» | El continente negro | Ganador   | [ 9 ] |